# Vierde Bergboezem

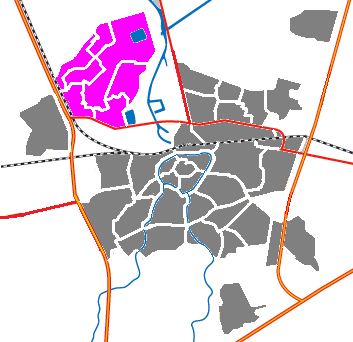
Ligging van de wijk Haagse Beemden

De Vierde Bergboezem is een waterbergings-, natuur- en recreatiegebied vlak ten noorden van Breda, grenzend aan de noordkant van de stadswijk Haagse Beemden, en aansluitend bij het Haagse Beemdenbos met de Asterdplas.
De waterbergingsfunctie van de Vierde Bergboezem is gerealiseerd in 2010. Door de aanleg van een kade om het gebied heen is een nieuw waterbassin met een nevengeul ontstaan, met twee inlaatwerken (regelbare in- en uitstroomopeningen) voor de waterberging. Deze bergboezem aan de rivier de Mark  moet het stadscentrum extra beschermen tegen overstromingen door hoog water vanuit de singels rond de binnenstad. De drie eerder bestaande waterbergingsgebieden in deze omgeving (Weimeren, Rooskensdonk en Terheijden) boden al een beschermingsniveau tot eens in de 50 jaar tegen wateroverlast door overstromingen. Door de inrichting van de Vierde Bergboezem wordt het beschermingsniveau verhoogd naar eens in de 100 jaar.
Voordat de Mark werd gekanaliseerd was het stroomgebied een wetland. Als gevolg van kanalisering en ontwatering hadden de gronden langs de Mark hun functie als overstromingsgebied verloren. Met deze boezem wordt een nieuw landschap gevormd dat de overstroom-functie herstelt. Er is een waterrijk overloopgebied ontstaan. Dit natuurgebied met kruiden- en faunarijk grasland, vochtige hooilanden, moeras- en natte schraallanden is zeer geschikt voor ganzen en diverse andere vogelsoorten. Samen met het Haagse Beemdenbos vormt de Vierde Bergboezem een nieuw, afwisselend natuurgebied. Door de nieuwe hoge grondwaterstanden zal na verloop van tijd een zogeheten broekbos ontstaan.
De Vierde Bergboezem bestaat uit de gebieden Hooijdonk, Werft, Lange Bunders en Slangwijk, de Molenpolder en Buitendijks Slangwijk. Het project beslaat 276 hectare.

## Fotogalerij

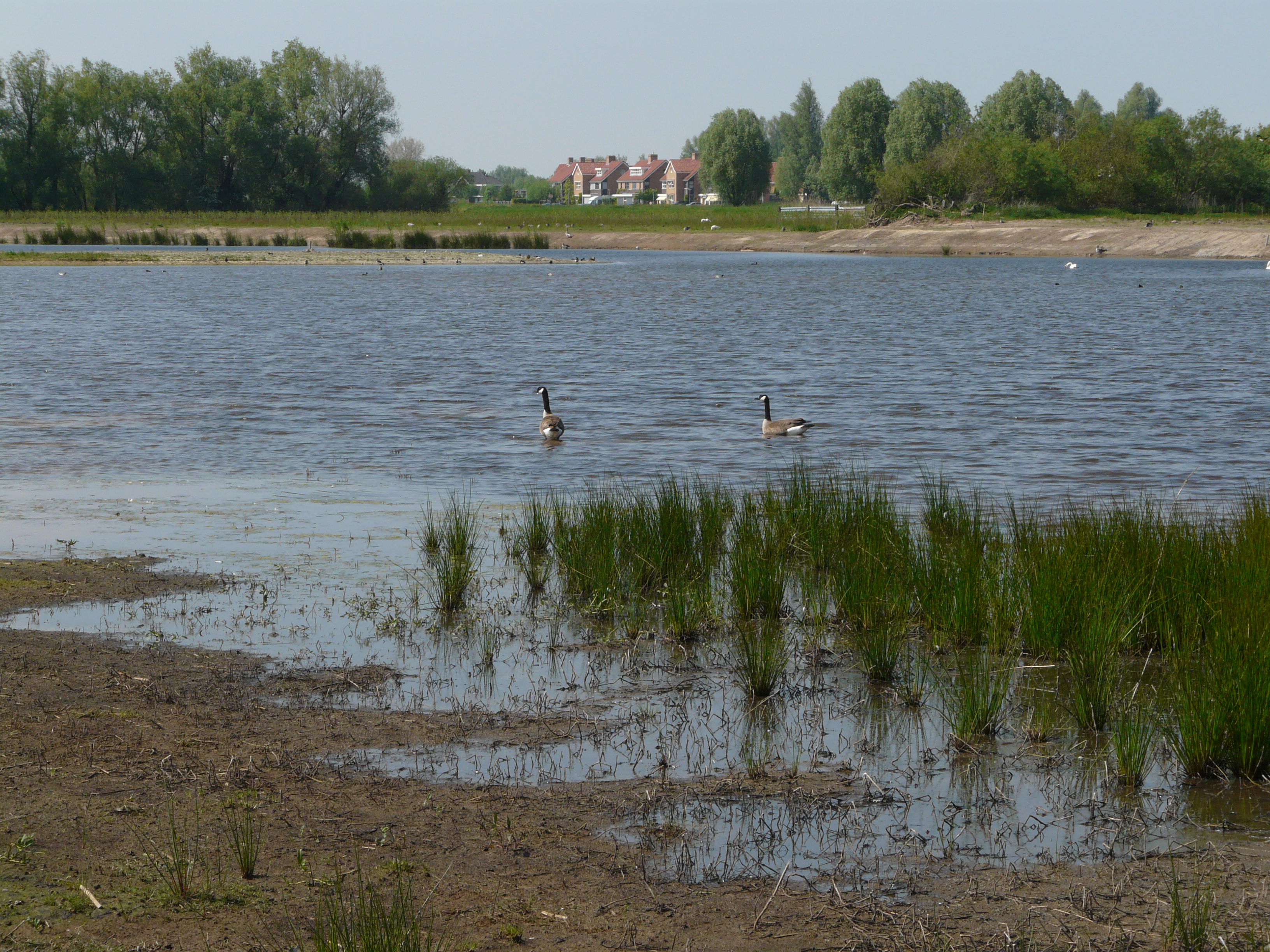
De Vierde Bergboezem
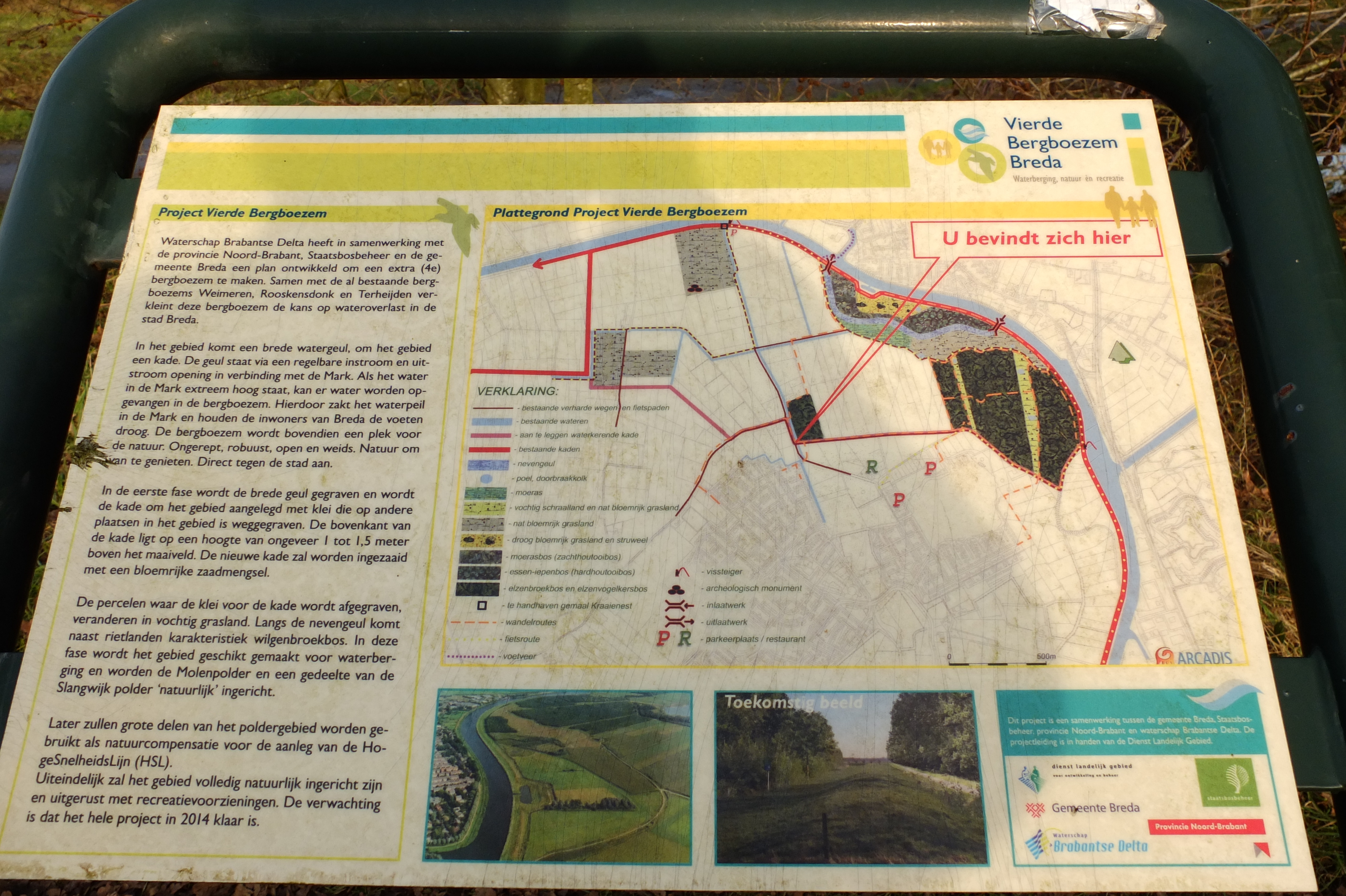
Informatiebord Vierde Bergboezem
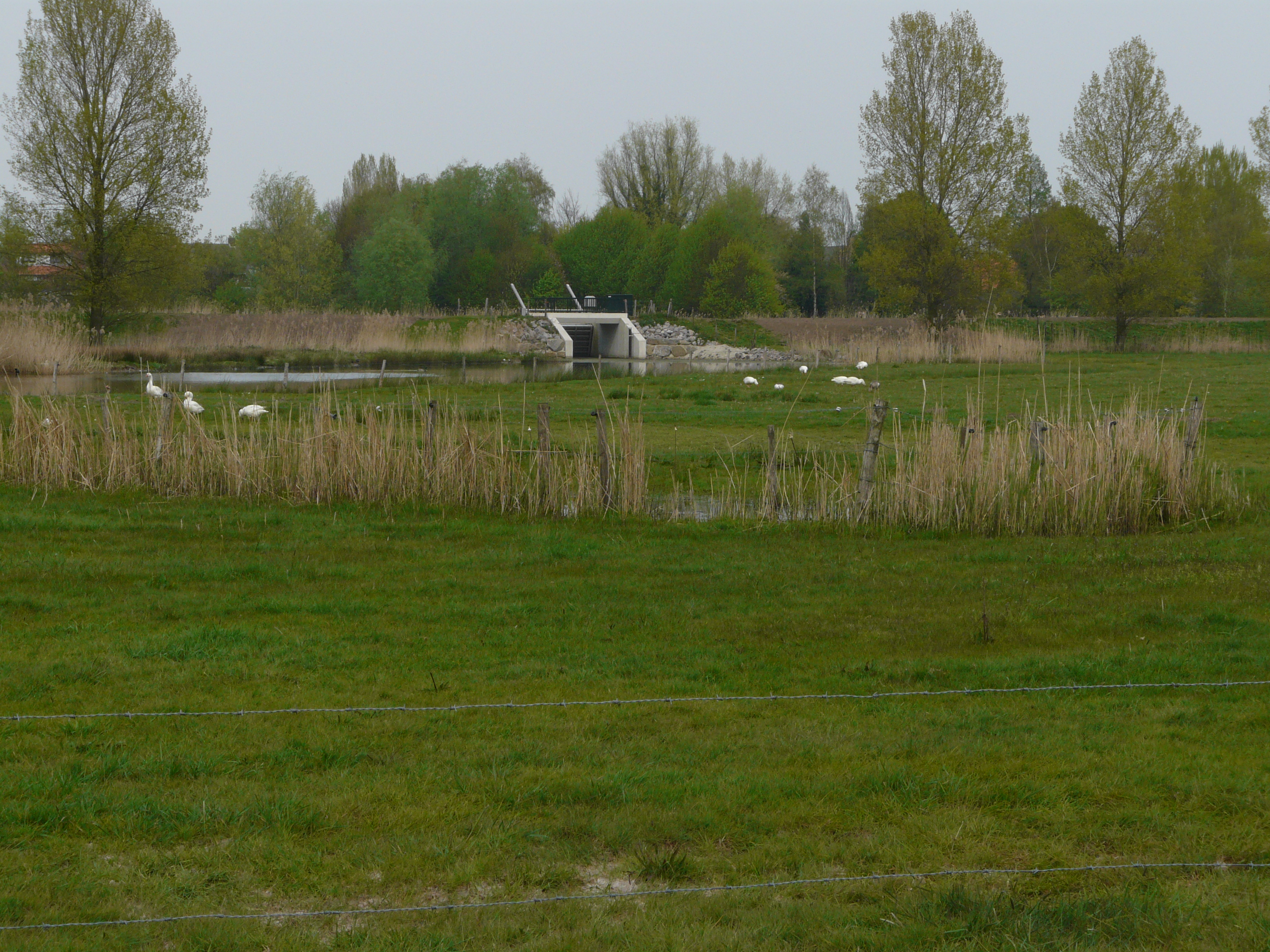
Sluis op de Mark